# Лейст, Артур
Артур Лейст (нем. Arthur Leist; 8 июля 1852 года, Бреслау — 22 марта 1927 года, Тифлис) — немецкий писатель. Жил и работал в Грузии, известен как переводчик классической грузинской и армянской литературы, был главным редактором еженедельной газеты немецкой общины в Тифлисе «Kaukasische Post».

## Биография
Учился в университете Бреслау. Во время русско-турецкой войны в 1877−1878 годов стал интересоваться Грузией. Посетил Грузию в 1884, 1885 и 1892 годах. После своего третьего приезда остался там навсегда. Занимался переводами классической грузинской и армянской литературы на немецкий язык, писал труды по грузинской истории, этнографии и культуре.
Преподавал немецкий язык в Тбилисском государственном университете. Жил на улице Братьев Зубалашвили
Похоронен в Дидубийском пантеоне.

## Сочинения
Составил первую антологию грузинской поэзии на немецком языке (1887), с помощью Ильи Чавчавадзе опубликовал полный немецкий перевод эпической поэмы «Витязь в тигровой шкуре» Шота Руставели (1889).